# Kurak (wzniesienie)
Kurak (niem. Hünerberg Berg, 418 m n.p.m.) – wzniesienie w południowo-zachodniej Polsce, w Górach Suchych, w Sudetach Środkowych.
Wzniesienie zbudowane z permskich melafirów nad dworem w miejscowości Rudawa na granicy doliny rzeki Ścinawka.